# 东杨庄镇
东杨庄镇，原为东杨庄乡，是中华人民共和国河北省邯郸市永年区下辖的一个乡镇级行政单位。

## 行政区划
东杨庄镇下辖以下地区：
东杨庄村、西杨庄村、杨庄村、东陈甫村、张杨庄村、冯杨庄村、屯庄村、茹佐村、许庄村、王盘庄村、前马营村、太辛庄村、刘庄村、周营村、李庄村和西陈甫村。